# 湘桂栝楼
湘桂栝楼（学名：Trichosanthes hylonoma）为葫芦科栝楼属下的一个种。